# Glenn Bijl
Glenn Bijl (Stadskanaal, 13 luglio 1995) è un calciatore olandese, difensore dell'Anversa.

## Caratteristiche tecniche
Glenn Bijl nasce come terzino destro; tuttavia, nelle ultime due stagioni con la maglia dell’Emmen, il giocatore ha ricoperto il ruolo di difensore centrale oppure di centrocamposta difensivo.

## Carriera
Cresciuto nelle giovanili del Groningen, ha esordito il 15 gennaio 2016 con la maglia del Dordrecht in occasione del match di campionato pareggiato 1-1 contro l'Eindhoven.
Nel 2017 diventa uno dei protagonisti della storica promozione in Eredivisie dell’Emmen. Inoltre, nel match di esordio in massima serie, il difensore segna il primo storico gol del club in campionato, nella partita contro l’ADO vinta per 2-1.
Il 25 agosto 2021 si trasferisce ai russi del Kryl'ja Sovetov Samara firmando un contratto triennale. Il 14 dicembre 2022 rinnova il contratto fino al 2025. Il 30 giugno 2025 lascia il club.
Il 24 luglio 2025 si accasa da svincolato all'Anversa.

## Statistiche

### Presenze e reti nei club
Statistiche aggiornate al 21 gennaio 2018.
| Stagione        | Squadra         | Campionato      | Campionato | Campionato | Coppe nazionali | Coppe nazionali | Coppe nazionali | Coppe continentali | Coppe continentali | Coppe continentali | Altre coppe | Altre coppe | Altre coppe | Totale | Totale | Totale |
| Stagione        | Squadra         | Comp            | Pres       | Reti       | Comp            | Pres            | Reti            | Comp               | Pres               | Reti               | Comp        | Pres        | Reti        | Pres   | Reti   |        |
| --------------- | --------------- | --------------- | ---------- | ---------- | --------------- | --------------- | --------------- | ------------------ | ------------------ | ------------------ | ----------- | ----------- | ----------- | ------ | ------ | ------ |
| gen.-giu. 2016  | Dordrecht       | 1D              | 15         | 2          | CO              | 0               | 0               |                    | -                  | -                  |             | -           | -           | 15     | 2      |        |
| 2016-2017       | Groningen       | ED              | 2          | 0          | CO              | 0               | 0               |                    | -                  | -                  |             | -           | -           | 2      | 0      |        |
| 2017-2018       | Emmen           | 1D              | 31+4       | 2+1        | CO              | 1               | 0               |                    | -                  | -                  |             | -           | -           | 36     | 3      |        |
| 2018-2019       | Emmen           | ED              | 18         | 2          | CO              | 2               | 3               |                    | -                  | -                  |             | -           | -           | 20     | 5      |        |
| Totale carriera | Totale carriera | Totale carriera | 70         | 8          |                 | 3               | 3               |                    | -                  | -                  |             | -           | -           | 73     | 10     |        |